# Nikola Milojević
Ne doit pas être confondu avec le joueur de tennis Nikola Milojević.
Nikola Milojević (né le 16 avril 1981) est un footballeur serbe (gardien). Il mesure 1,92 m pour 90 kg.
En 2004, il est appelé dans la sélection olympique de football de Serbie-et-Monténégro et participe aux JO d'Athènes.

## Carrière
- 1997-1999 : OFK Mladenovac
- 1999-2000 : FK Zemun
- 2000-2003 : Bane Raška
- 2003-2006 : Hajduk-Rodic MB Kula
- 2006-2009 : Vitória Setúbal
- 2010- : FK Borac Čačak